# Tell Me (chanson de Diddy)
Pour les articles homonymes, voir Tell Me.
Singles de Diddy
Come to Me
(2006) Last Night
(2007)
Singles par Christina Aguilera
Ain't No Other Man
(2006) Candyman
(2007)
Tell Me est le second single de l'album Press Play de Diddy sorti en 2006, en duo avec la chanteuse et compositrice américaine Christina Aguilera. La chanson est produite par la Just Blaze. Selon All Access, les stations de radios l'ont diffusé à partir de novembre 2006[réf. nécessaire].

## Information
Cette chanson a été à l'origine créée comme une chanson démo pour tester le groupe de Pop-R&B Danity Kane mais finalement Diddy a décidé d'utiliser Christina Aguilera pour la chanson.
La chanson a été coécrite par le chanteur R&B/auteurs-compositeurs Steve « Static » Garrett et Yummy Bingham. La partie rap de Diddy a été écrite avec Royce da 5'9" and Daz Dillinger.
La chanson avait le succès général, mais a échoué à être un hit majeur, très probablement en raison du manque de promotion. Bien que ce soit une déception qu'il a été sur la liste de lecture Z100's pour environ une année et donne toujours au temps de passage à l'antenne modérément. Malgré les positions de diagramme, "Tell Me" a eu les acclamations des critiques et a été salué comme une des meilleures pistes de Press Play.

## Clip vidéo
La vidéo de Tell Me a été enregistré pendant la dernière semaine de septembre 2006 à Los Angeles et a été dirigé par Erik White. La vidéo était diffusé en première sur TRL le 30 octobre 2006. La Vidéo est entrée dans le TRL Charts deux jours plus tard à la place numéro 10. Au Royaume-Uni, la vidéo était diffusée en première le 17 novembre 2006, le même jour Aguilera a commencé sa tournée mondiale Back to Basics Tour.

## Track CD single
1. "Tell Me" (Explicit Album Version) (featuring Christina Aguilera) - 4:06
2. "Tell Me" (Instrumental) (featuring Christina Aguilera) - 4:26
3. "Tell Me" (A Cappella) (featuring Christina Aguilera) - 4:36
4. "Come To Me" (Explicit Version) (featuring Nicole Scherzinger, Yung Joc, Young Dro & T.I.) - 3:51

Remixes
- Explicit Version
- Clean Version
- Radio Edit
- Instrumental
- A cappella
- Amended Mixshow
- Friscia & Lamboy Club Mix
- Friscia & Lamboy Mix Radio Edit
- Mixshow Version
- Mr. Migg Radio Mix
- Mr. Migg Dub
- Mr. Migg Club Mix
- DFA Club Mix
- DFA Club Mix #2 (Without Diddy)
- DFA Radio Mix
- Switch Remix
- Pull's Paranoid Remix (Findable on the official site of the remixer, Pull[1])
- Pull Extended Remix

## Chart performance
La chanson connait un succès modéré dans le monde entier. Elle a atteint le top 10 au Royaume-Uni à la 8e place (et devient la 14e chansons d'Aguilera a entré du premier coup dans le top 10 au Royaume-Uni) et est allé aussi du premier coup dans le top 20 de 15 pays différents. La chanson a fait ses débuts dans le top 75 au Royaume-Uni à la place numéro 20, basé sur des ventes de téléchargement seules, pendant la semaine finissant dimanche, le 10 décembre. Il est resté à la 8e place la semaine suivante. Il n'a pas eu un énorme succès aux États-Unis avec seulement une 47e place au Billboard Hot 100, et devient son plus bas score dans le Billboard Hot 100 puisque "Diddy" a été 66e en 2001. La plupart des critiques ont donné de bons examens à "Tell Me" et ont été sûrs que cela deviendrait un autre succès pour lui, mais ce n'était pas ce cas. Certains pensent que c'était le manque de promotion, certains pensent que "Hurt" la chanson d'Aguilera sorti en même temps a perturbé la performance de la chanson. Ce single n'est pas sorti en France et en Italie.
Malgré son succès mineur aux États-Unis, la chanson a gagné la sorte d'un culte après au fort récurrent par quelques listes de lecture de station d'émission américaines et donc une certaine place tel que Philadelphia Q102 et Chicago Kiss 103.5 a mais toujours en rotation modérée. « Tell Me » est la 7e chanson la plus jouée de New York Z100 la plus grande station d'émission dans le monde prouvant plus loin que c'était un succès énorme dans certains marchés. Il a aussi fait les 100 Premier Z100's de 2007 à la 11e place, passant le « Umbrella » de Rihanna et « Stronger » de Kanye West. Le single atteint le numéro 33 sur le Diagramme de Fin d'année 2006 en Indonésie, en attendant « Ain't No Other Man » de Aguilera s'est classé numéro 8 au même diagramme.

## Classements
| Classement (2007)                       | Meilleure position |
| --------------------------------------- | ------------------ |
| Allemagne (Media Control AG)            | 5                  |
| Australie (ARIA)                        | 13                 |
| Autriche (Ö3 Austria Top 40)            | 19                 |
| Belgique (Flandre Ultratop 50 Singles)  | 17                 |
| Belgique (Wallonie Ultratop 50 Singles) | 24                 |
| Danemark (Tracklisten)                  | 24                 |
| États-Unis (Hot 100)                    | 47                 |
| États-Unis (R&B/Hip-Hop Songs)          | 38                 |
| États-Unis (Pop Airplay)                | 25                 |
| États-Unis (Dance Club Songs)           | 34                 |
| États-Unis (Radio Songs)                | 53                 |
| Europe (Hot 100)                        | 13                 |
| Finlande (Suomen virallinen lista)      | 2                  |
| Irlande (IRMA)                          | 8                  |
| Pays-Bas (Single Top 100)               | 26                 |
| Royaume-Uni (UK Singles Chart)          | 8                  |
| Royaume-Uni (UK R&B Chart)              | 1                  |
| Suisse (Schweizer Hitparade)            | 7                  |

| Classement (2007) | Position |
| ----------------- | -------- |
| Australie         | 99       |
| Allemagne         | 58       |
| Suisse            | 69       |
| Royaume-Uni       | 113      |